# Nationalstraße 6 (Algerien)

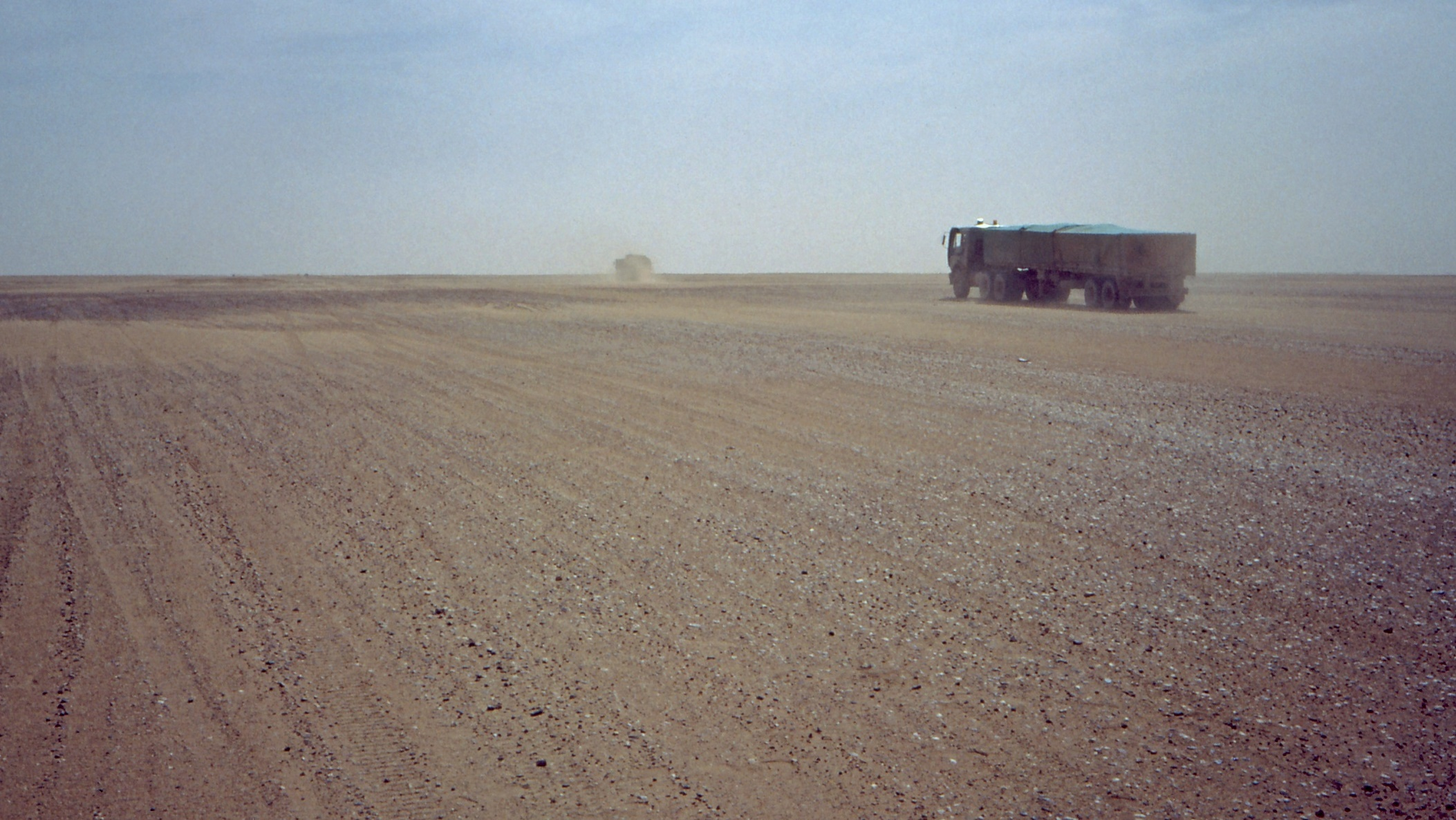
Die unbefestigte und kaum markierte Nationalstraße 6 in der südlichen algerischen Sahara

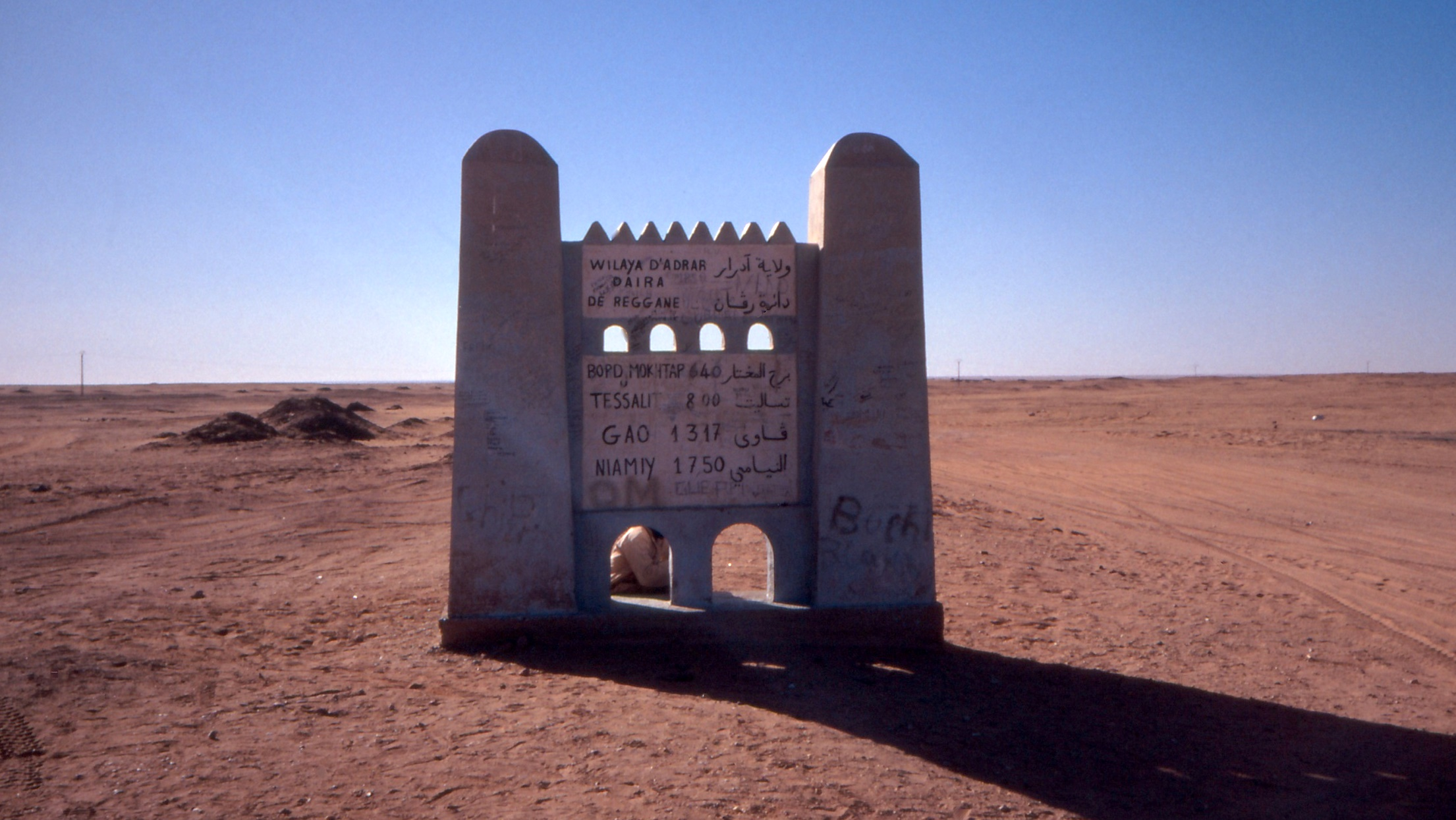
N6 südlich von Reggane, dem Beginn der Tanezrouftpiste (1990)

Die Nationalstraße 6 oder kurz N6 ist eine Fernstraße in Algerien und verläuft in Nord-Süd-Richtung durch die Sahara. Ihr nördlicher Endpunkt liegt in der Hafenstadt Oran am Mittelmeer. Sie führt über Muaskar, Saida, Bechar, Adrar, Reggane und Bordj Badji Mokhtar bis nach Timiaouine an der Grenze zu Mali. 
Die Strecke zwischen Reggane und Gao in Mali wird auch als Tanezrouftpiste bezeichnet, da sie teilweise unbefestigt und nur schlecht markiert über 1337 km durch das ebene Tanezrouft-Gebiet der westlichen Sahara verläuft. Sie ist neben dem Algier-Lagos-Highway im Osten die einzige Nord-Süd-Transsahara-Route für Fahrzeuge in Algerien.